# Половина, Евгений Николаевич
Евгений Николаевич Половина (род. 16 августа 1979 года) — российский футболист, нападающий.

## Карьера
Первым клубом для Евгения стал любительский «Восход» из станицы Старовеличковская. В 1999 году перешёл в новороссийский «Черноморец», выступавший на тот момент в высшей лиге. 14 июля того же года в мачте против раменского «Сатурна» дебютировал в чемпионате России. Но закрепиться в составе «Черноморца» не сумел. Сыграв за три сезона всего 271 минуту в национальном чемпионате, покинул клуб. В 2002—2003 годах играл за «Славянск». В 2006 году, сыграв 29 матчей за «Сочи-04», завершил профессиональную карьеру. В 2007—2012 годах играл за любительский клуб «ГНС-Спартак».